# (100151) 1993 TT17
(100151) 1993 TT17 es un asteroide perteneciente al cinturón de asteroides, descubierto el 9 de octubre de 1993 por Eric Walter Elst desde el Observatorio de La Silla, Chile.